# Taifun (Joseph Conrad)
Taifun, Originaltitel Typhoon, ist eine 1902 erstmals veröffentlichte Erzählung von Joseph Conrad.

## Inhalt
Kapitän MacWhirr und seine Crew befahren auf dem Dampfer Nan-Shan, im Auftrag einer englischen Reederei, jedoch unter der Flagge von Siam, das Chinesische Meer. Auf einer Reise gerät das Schiff in einen Taifun, und die Seeleute kämpfen ums Überleben. Die Situation wird dadurch erschwert, dass die Nan-Shan eine Gruppe chinesischer Kulis an Bord hat, die im finsteren und sturmbewegten Zwischendeck um ihre ersparten Silberdollars kämpfen, die aus den zerbrechenden Seekisten fallen. Es gelingt MacWhirr und seinen Leuten, die Ordnung wiederherzustellen und die Nan-Shan, wenn auch schwer gezeichnet, in den Hafen zu bringen.